# Keriung
Keriung is een bestuurslaag in het regentschap Pelalawan van de provincie Riau, Indonesië. Keriung telt 347 inwoners (volkstelling 2010).